# Gare de Châtelaudren - Plouagat
Gare de Châtelaudren - Plouagat vasútállomás Franciaországban, Plouagat településen.

## Vasútvonalak
Az állomást az alábbi vasútvonalak érintik:
- Párizs–Brest-vasútvonal

## Kapcsolódó állomások
A vasútállomáshoz az alábbi állomások vannak a legközelebb:
- Gare de Plouvara - Plerneuf (Paris Gare Montparnasse, Párizs–Brest-vasútvonal)
- Gare de Guingamp (Gare de Brest, Párizs–Brest-vasútvonal)